# Sid Ahmed Rafik Mazouzi
Sid Ahmed Rafik Mazouzi (sinh ngày 1 tháng 2 năm 1989 ở Algiers) là một cầu thủ bóng đá người Algérie hiện tại thi đấu ở vị trí thủ môn cho USM El Harrach ở Giải bóng đá hạng nhất quốc gia Algérie.

## Sự nghiệp quốc tế
Ngày 16 tháng 11 năm 2011, Mazouzi được lựa chọn vào đội hình của Algérie tham dự Giải vô địch bóng đá U-23 châu Phi 2011 ở Maroc.